# Ситник Рёмера
Си́тник Рёмера (лат. Júncus roemeriánus) — многолетнее травянистое растение, вид рода Ситник семейства Ситниковые. Растёт вдоль атлантического побережья Северной Америки.

## Систематика
Первое научное описание вида появилось в берлинском периодическом издании «Linnaea : Ein Journal für die Botanik in ihrem ganzen Umfange» (сокр. Linnaea) в 1849 году, его автором считается немецкий ботаник Джордж Генрих Адольф Шееле.

## Распространение
Основной, непрерывный участок ареала охватывает атлантическое побережье США в промежутке между Нью-Джерси и Техасом, в том числе северные и восточные берега Мексиканского залива. Растение также местами встречается на острове Лонг-Айленд (штат Нью-Йорк), в Коннектикуте, а также в Мексике и на некоторых островах Карибского моря.
Произрастает в полосе воздействия прилива, главным образом в маршах и эстуариях. На побережье юго-востока США это одно из доминирующих растений: например, в маршах северной Флориды его доля занимает около 60 % всей растительности. В сравнении с другими галофитами региона, такими как Spartina alterniflora, Spartina patens и Distichlis spicata, менее толерантно к солончаковым почвам и морской воде, и по этой причине обычно встречается в верхней половине зоны затопления либо сразу за её пределами.

## Ботаническое описание
Многолетнее дернистое растение высотой 50—150 см, серовато-зелёного цвета, развивается из корневища. Стебель прямостоячий, цилиндрический, диаметром 2—4 мм. Внутри стебля, а также в первичной коре корневища, имеются пустоты, улучшающие дыхание нижней части особи во время затопления (ткань, известная как аэренхима). Длинные и скрученные в трубочку листья по своей структуре напоминают иголки хвойных растений, только очень длинные (до 2 м). Соцветие — сложная метёлка со множеством ответвлений в терминальной части стебля, длиной 7—12 см, развивается из пазухи прицветника. Каждая веточка соцветия содержит кисть из 2—5 цветков тёмно-коричневого цвета. Женские и обоеполые цветки находятся на одном и том же растении (гиномоноэция). Околоцветник длиной 2,8—3,5 мм, коричневого цвета, расширяется на конце. Тычинок 6 штук. Плод — блестящая тёмно-коричневая коробочка яйцевидной или овально-яйцевидной формы. Семена тёмные, очень мелкие, размером менее 0,3 мм. Цветёт с мая по октябрь.